# صوفي جايليمين
صوفي جايليمين (بالفرنسية: Sophie Guillemin)‏ هي ممثلة فرنسية، ولدت في 1 ديسمبر 1977 بباريس في فرنسا. 

## ترشيحات
- César Award for Best Female Revelation [الإنجليزية]‏ (2001)

## وصلات خارجية
- صوفي جايليمين على موقع IMDb (الإنجليزية)
- صوفي جايليمين على موقع روتن توميتوز (الإنجليزية)
- صوفي جايليمين على موقع ألو سيني (الفرنسية)
- صوفي جايليمين على موقع أول موفي (الإنجليزية)
- صوفي جايليمين على موقع قاعدة بيانات الفيلم (الإنجليزية)
- صوفي جايليمين على موقع كينوبويسك (الروسية)